# 1159 (szám)
Az 1159 (római számmal: MCLIX) az 1158 és 1160 között található természetes szám.

## A szám a matematikában
A tízes számrendszerbeli 1159-es a kettes számrendszerben 10010000111, a nyolcas számrendszerben 2207, a tizenhatos számrendszerben 487 alakban írható fel.
Az 1159 páratlan szám, összetett szám, félprím. Kanonikus alakja 191 · 611, normálalakban az 1,159 · 103 szorzattal írható fel. Négy osztója van a természetes számok halmazán, ezek növekvő sorrendben: 1, 19, 61 és 1159.
Középpontos oktaéderszám.
Az 1159 a rekurzív Mian–Chowla-sorozat tagja.
Az 1159 negyvenhárom szám valódiosztó-összegeként áll elő, ezek közül legkisebb a 4921.

## Csillagászat
- 1159 Granada kisbolygó